# 斯科特·韦伯斯特
斯科特·韦伯斯特（英語：Scott Webster，1976年6月2日—），澳大利亚男子曲棍球运动员。他曾代表澳大利亚参加2002年英联邦运动会曲棍球比赛，获得一枚金牌。他也曾参加2002年世界杯男子曲棍球赛。